# Nerisyrenia camporum
Nerisyrenia camporum là một loài thực vật có hoa trong họ Cải. Loài này được (A. Gray) Greene mô tả khoa học đầu tiên năm 1900.